# 문치파
문치파(일본어: 文治派 분치하[*])는 도요토미 정권 내부 파벌 중 하나이다. 도요토미 히데요시의 부하 무사들 중 정권의 정무를 담당한 관료적 인물들을 가리킨다. 문치파에 속한 무사로는 이시다 미츠나리, 고니시 유키나가, 오타니 요시쓰구 등이 있었다. 문치파와 대비되어 군무를 맡은 무사들을 무단파라고 부른다.
히데요시가 통일 정권을 형성함에 따라 정무를 담당한 문치파의 권한은 점차 확대되었고, 반면 통일이 완성됨에 따라 전투가 감소하여 군공을 올릴 일이 없어진 무단파의 입지는 좁아졌다. 또한 전투 최전선에 있던 무단파에 비해 문치파는 후방에 위치해 있었고 그점에 불만을 품은 무단파 무사도 적지 않았다. 이러한 무단파와 문치파의 대립에 따라, 히데요시 사후 권력 확대를 꾀하는 도쿠가와 이에야스에 대항하여 미츠나리가 거병하여 세키가하라 전투가 발발했을 때 무단파의 여러 무사들은 이에야스 측에 가담해 미츠나리 측과 싸웠다.
또한 문치파 역시 모두 반 도쿠가와 성향인 것은 아니어서, 오타니 요시쓰구는 미츠나리와의 의리 때문에 서군에 가담해 싸우다 죽었으나 원래는 친도쿠가와 성향의 무사였고, 오봉행 중 마시타 나가모리나 마에다 겐이는 아예 도쿠가와와 내통하고 있었다.